# Gonzalo de la Fuente
Gonzalo de la Fuente de la Iglesia (ur. 21 marca 1984 w Burgos) – hiszpański piłkarz występujący na pozycji obrońcy w Langreo.